# 高烈
高烈（こうれつ、朝鮮語: 고열、? - 1056年）は、高麗王朝の武臣。高麗王朝に帰化していた黒水靺鞨出身の女真族。

## 人物
1041年、重大匡に任命、1044年、攝兵部尚書に任命され、長城築城に功により褒賞される。1047年、守司空尚書左僕射に任命。1056年、致仕。